# Z metropole
Z metropole je televizní, tematický, reportážní a osvětový pořad (seriál) České televize, věnující se českému hlavnímu městu – Praze. Jednotlivé příspěvky se věnují pražské kultuře, historii, architektuře, dopravě nebo společenskému životu v metropoli.
Slovo metropole pochází z řeckého výrazu metropolis, složeného ze slov métér (matka) a polis (město) a znamená významné město, které je kulturním, obchodním nebo politickým centrem určité oblasti. Často se používá jako synonymum pojmu hlavní město.
Týdeník vysílá program ČT1 v sobotu v poledne, trvá asi 25 minut. Odpovědným redaktorem a hlavním moderátorem je Petr Sojka. Základní osnovu pořadu obvykle tvoří tři větší, exkluzivní reportáže a doplňuje je 5–7 kratších příspěvků. V případě, kdy se redaktorům podaří shromáždit více materiálu, než se vejde do běžné reportáže, vzniká tematický pořad Metropole speciál. Pořad připravuje Redakce zpravodajství ČT.

## Historie
Na jaře v roce 2006 přišli tehdejší šéfredaktor Michal Petrov a ředitel zpravodajství ČT Zdeněk Šámal s nabídkou, aby si redaktoři sami vymysleli pořady, které by se mohly stát součástí nového zpravodajského programu ČT24.
První díl pořadu se vysílal 9. září 2006 na programu ČT24 (který začal vysílat 2. května 2005). Od 3. února 2007 byl přesunut na ČT1 do současného vysílacího času.
16. prosince 2023 se vysílal 900. díl pořadu, ve kterém bylo uvedeno, že pořad sleduje na 300 000 diváků.

## Ocenění
2011 – novinářská soutěž „Média na pomoc památkám” – Čestné uznání za soustavné a dlouhodobé věnování se problematice památek v hlavním městě
2017 – novinářská soutěž „Média na pomoc památkám” – 1. místo v kategorii televizní tvorby za seriál „Pražské vesnice”
V analýze a hodnocení jazykové úrovně vybraných pořadů České televize za 2. pololetí roku 2020, které vypracoval Ústav pro jazyk český Akademie věd České republiky je hodnocení pořadu Z metropole následující: „Mluvní projevy pracovníků ČT v pořadu Z metropole jsou na vysoké úrovni. Všichni mluvčí užívají spisovnou češtinu, texty bývají dobře a logicky komponovány a srozumitelně namluveny. V textech jednoznačně převažuje informativní složka nad složkou emotivní; zejména v tomto považujeme pořad Z metropole za příkladný i pro jiné zpravodajské pořady.”